# Saltsydning på Læsø
Der er blevet udført saltsydning på Læsø gennem mange hundrede år, og op gennem middelalderen udgjorde saltsydningen fundamentet i øens økonomi. Sydningen blev systematiseret og til sidst havde den et omfang og en effektivitet, der senere har fået historikere og arkæologer til at beskrive den som en industrialiseret proces. Fx fortæller historiske kilder, at øen i 1481 leverede ca. 36 tons salt tre gange om året. Det krævede imidlertid en konstant tilførsel af brændsel i form af træ for at holde sydningen på et sådant niveau, og gradvist blev øen praktisk talt ryddet for skovområder; omkring midten af 1600-tallet var øen således næsten helt uden skovvækst. Derfor blev saltsydningen forbudt ved lov, og i begyndelsen af 1900-tallet blev der iværksat en omfattende genbeplantning.
I begyndelsen af 1990'erne genoptog man saltsydningen på Læsø – denne gang som en kombination af forskning og turistattraktion, hvor sydningen skulle foregå i overensstemmelse med de historiske kilder. Selve sydningen – som stadig finder sted – sker i en rekonstruktion af en saltsydehytte fra middelalderen. Slutproduktet – salt – er på denne måde kommet til igen at udgøre en del af øens økonomi, idet det både sælges ved hytten og "eksporteres". Desuden har magnesiumsaltopløsninger (som er et restprodukt ved sydningen) vist sig effektive i behandlingen af forskellige hudsygdomme som f.eks. psoriasis, hvorfor disse anvendes i blandt andet cremer, der også sælges på stedet. Dermed er syderiet blevet til en vigtig arbejdsplads for øen.

## De geologiske betingelser for saltsydning
At det i det hele taget er muligt at syde salt på Læsø skyldes, at øen har saltholdigt grundvand. Der sker med andre ord en naturlig opkoncentrering af saltvand i det grundvand, der ligger umiddelbart under terrænet. Betingelserne for, at dette såkaldte saline grundvand i det hele taget findes, udgør et forskningsprojekt i sig selv. Det saline grundvand findes på øens sydlige strandenge, kaldet Rønnerne, som oversvømmes af havvand om vinteren. Havvandet trænger ned gennem de øverste sandlag, men stoppes i 1-2 meters dybde af det lag af yoldialer, som udgør øens undergrund. Om foråret, når havvandet trækker sig tilbage, tørlægges Rønnerne, og havvandet, som er oplagret i det nu fritlagte sandlag, fordamper. Når denne proces gentages år efter år, stiger saltkoncentrationen i det tilbageværende grundvand langsomt, og efter en årrække når det op på en saltkoncentration på 12-16%. (almindeligt havvand har normalt en saltkoncentration på omkring 3%).
En anden kilde til den saltholdige undergrund er planten hindebæger, som i nogle områder på Rønnerne kan findes i stort antal. Denne plante har – ligesom fx strand-engelskgræs – den egenskab, at den kan optage saltvand og udskille saltet i kirtler på stænglerne. I jordlaget under områder med disse planter stiger saltindholdet derfor ligeledes.

## Genoptagelse af saltsydningstraditionen
Arbejdet med at genopføre en sydehytte på Læsø startede i 1990, da middelalderarkæologen Jens Vellev oprettede projekt "Læsø Salt". Han startede projektet på grundlag af sine studier på landsarkivet i Viborg, hvor han granskede historiske dokumenter, som beskrev saltsydningen på Læsø. Første skridt var at påbegynde arkæologiske udgravninger i et område på kanten af fredningsgrænsen ved Rønnerne. Disse udgravninger blev suppleret med yderligere arkivstudier med henblik på at bygge en så nøjagtig rekonstruktion af en middelalderlig sydehytte som muligt. Den 5. juni 1991 blev den færdige hytte indviet. Den første "saltsæson" viste, at der både blandt turister og lokale var en stor interesse for projektet; både for at opleve sydningen, men også for at købe salt med hjem til eget forbrug.
I 1998 kunne man derfor indvie øens anden saltsydehytte, placeret umiddelbart ved siden af den første. Allerede kort efter indvielsen af den første hytte blev der desuden oprettet en støtteforening med frivillige – en forening, der kalder sig Læsø Saltsyderlaug.

### Økonomien
Saltsydningen var fra starten ment som en kombination af forskningsprojekt og turistattraktion. På den videnskabelige side har projektet bidraget med viden om, hvordan saltsydningen formentligt har fundet sted og om de ressourcer i form af vand og brændsel, sydningen har krævet af middelalderens læsøboer. Ambitionen var fra starten, at projektet i kraft af sin status som turistattraktion skulle kunne bære sig selv igennem salget af salt og relaterede produkter. Projektet har dog fået tilskud fra Friluftsrådet, Tuborgfondet og Augustinusfonden; sidstnævnte bidrog med kr. 100.000 til opførelsen af hytte nummer to. Saltsyderiet fungerer desuden som en værkstedslinje under den selvejende institution, Læsø Produktionsskole, som årligt modtager et grundtilskud på kr. 360.000 fra Læsø Kommune. I 2004 blev der produceret 40 ton salt med en årlig omsætning på Kr. 5 millioner.

### Processen
Nu om dage kan man naturligvis anvende moderne teknologi til at sikre, at saltindholdet i grundvandet er tilstrækkeligt højt til, at sydningen er mulig. I middelalderen anvendte man i stedet et nylagt hønseæg, som man lagde i vandet. Hvis dette kunne flyde med en frihøjde svarende til højden af en skilling, opsamlede man vandet i tønder og kørte det til sydehytten. Dette svarer omtrent til en saltprocent på 12,5.
I sydehytten hældes vandet i sydekar – også kaldet saltpander . Disse pander måler 1 x 2 meter og er 15 cm dybe; hvilket muliggør, at de kan rumme 300 liter vand. Under sydningen sikrer det store overfladeareal en høj fordampning, når der tændes ild under panderne. Sydeprocessen – hvor vandet langsomt opvarmes – er meget afhængig af, at vandtemperaturen bliver holdt mellem 80 °C og 85 °C, hvor saltet langsomt udkrystalliserer sig på overfladen. Saltet fjernes efterhånden, og der tilføres nyt vand. Der findes desuden en række bitre magnesiumsalte (MgSO4·7H2O) i vandet, som ikke krystalliserer under den normale sydningsproces. Disse udkrystaliseres dog, hvis opvarmningen sker for hurtigt (hvilket understreger vigtigheden af den langsomme opvarmning). De opkoncentreres desuden efterhånden som vandet fordamper og opnår til sidst så høje koncentrationer, at også de udkrystalliseres. Desuden udfældes jernmineraler som goethit (FeO(OH)), der farver saltet brunt som rust. Inden udfældningen af bitterstoffer og goethit tømmes sydekarrene, og helt frisk vand fyldes i. Dette sker typisk en gang om ugen.

### Saltets kemiske sammensætning
Den kemiske sammensætning af læsøsalt, er følgende (opgivet på tørstof):

NaCl (natriumklorid).............. 92%

CaSO4 (calciumsulfat).......... 3%

MgSO4 (magnesiumsulfat).... 2%

Na2SO4 (dinatriumsulfat)....... 0%

MgCl2 (magnesiumklorid)...... 2%

KCl (Kaliumklorid)................. 0,3%

Jern..................................... 14 mg/Kg

Kobber................................. 0 mg/Kg

Uopl..................................... 0,1%

Kl (Kaliumiodid)..................... <0,7 mg/Kg